# MC Kevin
Kevin Nascimento Bueno (São Paulo, Brasil; 29 de abril de 1998 - Río de Janeiro, Brasil; 16 de mayo de 2021), conocido como MC Kevin, fue un rapero de funk brasileño.

## Carrera musical
Hijo de Valquíria Nascimento y Agnaldo Barros, nació el 29 de abril de 1998 en Villa Ede, en la Zona Norte de São Paulo, y desde 2013 estuvo en el negocio de la música. Comenzó a tener éxito en los canales de YouTube de KondZilla y GR6 Music.
El cantante se hizo conocido por éxitos como «O Menino Encantou a Quebrada», «Caballo de Troya», «Pra Inveja é Tchau» y «Veracruz». Además de sus canciones en solitario, Kevin tiene una lista de éxitos colaborativos con artistas del funk de São Paulo como MC Davi, MC Hariel, Kevinho, MC Pedrinho, MC Don Juan, Salvador da Rima, MC Ryan SP, entre otros.

## Vida personal
MC Kevin se casó con la abogada criminalista Deolane Bezerra el 29 de abril de 2021. Los dos hicieron oficial el enlace en Tulum, México y residían en Mogi das Cruzes, en el Gran São Paulo.

## Fallecimiento
El cantante se hospedaba en Río de Janeiro para una actuación en la discoteca Mansão Imperador, ubicada en Madureira, en la Zona Norte de la ciudad. En el evento local conocido como Baile do Imperador, el funkeiro realizó su último espectáculo acompañado de su esposa, en la madrugada del 15 al 16 de mayo de 2021.
Falleció el 16 de mayo de 2021 a los 23 años de edad luego de caer desde el quinto piso del hotel Brisa Barra, en donde se hospedaba con su esposa y amigos, que está ubicado en la Avenida Lúcio Costa de Río de Janeiro. Nascimiento fue trasladado con vida al Hospital Miguel Couto, pero no sobrevivió a sus heridas dejando una hija de cinco años, fruto de una relación anterior con una antigua novia.

## Premios y nominaciones
| Año  | Premio                       | Categoría       | Premio                                          | Resultado | Ref.   |
| ---- | ---------------------------- | --------------- | ----------------------------------------------- | --------- | ------ |
| 2021 | MTV Millennial Awards Brasil | Coreo atractivo | «Bilhete Premiado» (con Gabily y Kevin o Chris) | Nominado  | [ 15 ] |